# Rocas Yeco
Die Rocas Yeco (spanisch) sind eine Gruppe von drei Klippenfelsen im Archipel der Südlichen Shetlandinseln. Sie liegen unmittelbar westlich der Landspitze Punta Yeco vor dem Playa Schiappacasse vor der Westseite des Kap Shirreff der Livingston-Insel.
Wissenschaftler der 45. Chilenischen Antarktisexpedition (1990–1991) benannten sie in Anlehnung an die Benennung der benachbarten Landspitze. Diese wiederum trägt den in Chile gebräuchlichen Trivialnamen für die Antarktikscharbe (Leucocarbo bransfieldensis).